# Ftalocianina

Ftalocianina.

Ftalocianina es un compuesto de color verde azulado formado por la unión de cuatro grupos isoindol mediante cuatro átomos de nitrógeno, dando lugar a un anillo de 16 átomos: ocho de nitrógeno y ocho de carbono, alternados con dobles enlaces conjugados. 
La parte central de la molécula puede coordinarse con un átomo metálico, dando lugar a sus diversos derivados que se emplean como colorantes y pigmentos. El más importante es la ftalocianina de cobre, que se usa como pigmento cian, el cual se obtiene por condensación de cuatro moléculas de ftalonitrilo con cobre; la reacción se lleva a cabo a una temperatura de 200 °C. Los átomos de hidrógeno pueden ser sustituidos por cloro o grupos sulfónicos, obteniéndose derivados que son de color verde o azul. Muy estables a la luz, el calor y a las agresiones químicas.

## Pigmentos derivados
Entre las coloraciones estánː
- Cian ftalo B17, también llamado ftalocianina de cobre, cian CMYK, azul cian o azul primario (process blue).
- Azul ftalo B15, también llamado ftalocianina azul BN, ftalocianina de cobre, azul monastral, azul Winsor, azul helio, azul British Rail, azul intenso, y abreviaciones como pigmento azul 15.2, PB-15, PB-36, C.I. 74160 y CuPc.
- Verde ftalo G7, también llamado ftalocianina verde G, tono viridiano, verde 7, verde BS, verde G no floculante, ftalocianina de cobre policlorada y C.I. 74260.
- Turquesa ftalo B16
- Verde ftalo G36 o YS, variante más clara del verde ftalo G7.

|           | Cian CMYK           | Azul ftalo o monastral | Verde ftalo        |
| HTML      | #00A0E3             | #000F89                | #0F4F41            |
| RGB       | (0, 160, 227)       | (0, 15, 137)           | (15, 79, 65)       |
| HSV       | (198°, 100 %, 89 %) | (233°, 100 %, 54 %)    | (167°, 81 %, 31 %) |
| Protocolo | [ 1 ]               | [ 2 ]                  | [ 3 ]              |

### Galería

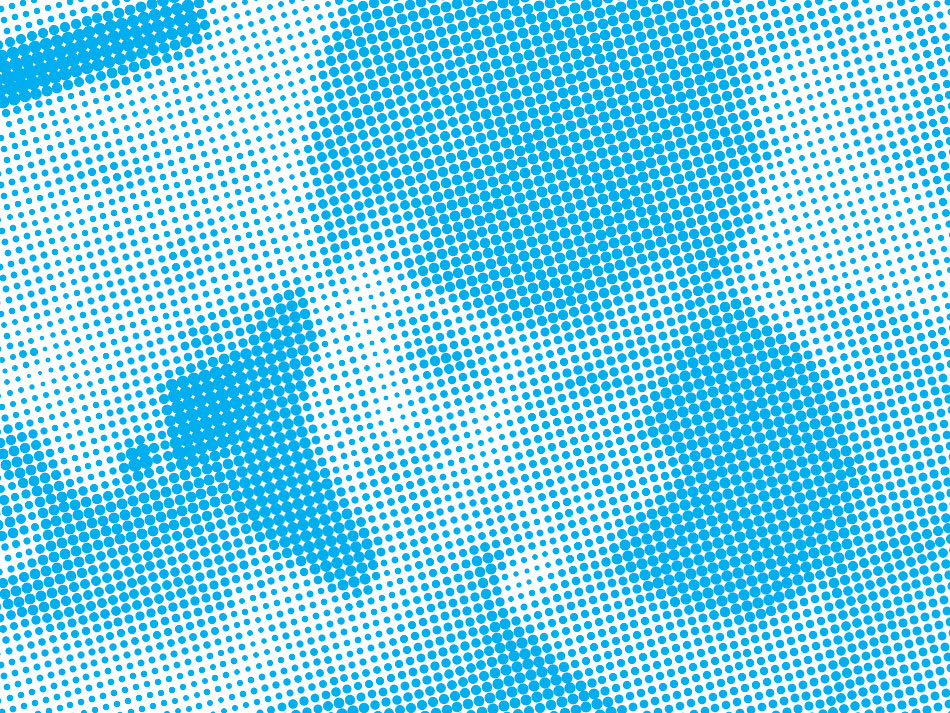
Impresión con cian primario
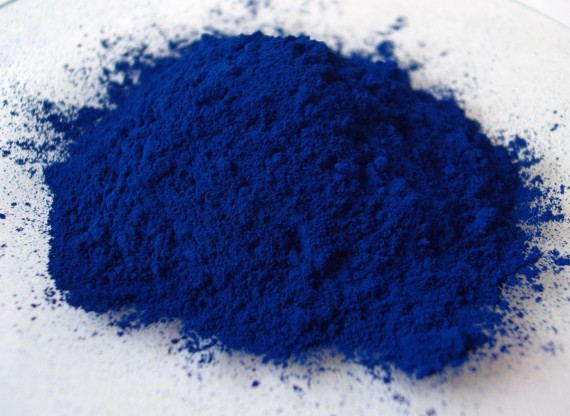
Ftalocianina azul
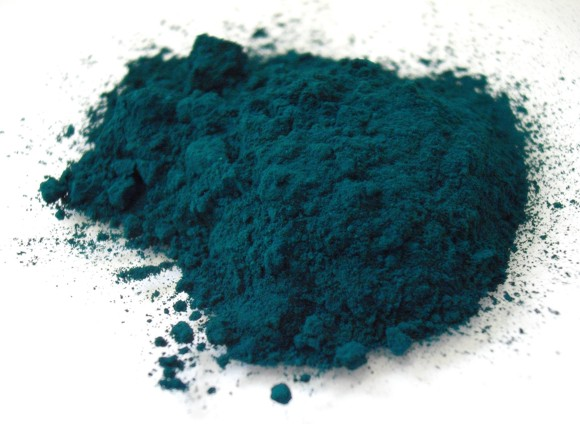
Ftalocianina verde

## Síntesis
La ftalocianina se forma a partir de la ciclotetramerización de varios derivados del ácido ftálico incluido el ftalonitrilo, diiminoisoindol, anhídrido isoftálico, y las ftalimidas. Si se calienta anhídrido ftálico en la presencia de urea se produce H2Pc.